# 格勒內什蒂鄉
47°55′N 25°48′E / 47.917°N 25.800°E
格勒內什蒂鄉（羅馬尼亞語：Comuna Gălănești, Suceava），是羅馬尼亞的鄉份，位於該國東北部，由蘇恰瓦縣負責管轄，面積41平方公里，海拔高度404米，2007年人口2,692，人口密度每平方公里66人。